# Карито (Л'Аквила)
Карито (итал. Carrito) је насеље у Италији у округу Л'Аквила, региону Абруцо.
Према процени из 2011. у насељу је живело 136 становника. Насеље се налази на надморској висини од 918 м.